# Tempio tetrastilo
Il Tempio tetrastilo (I,XV,2) era un tempio probabilmente dedicato ad Asclepio e a sua figlia Igea, divinità della salute, che si trovava nella regio I della città romana di Ostia.

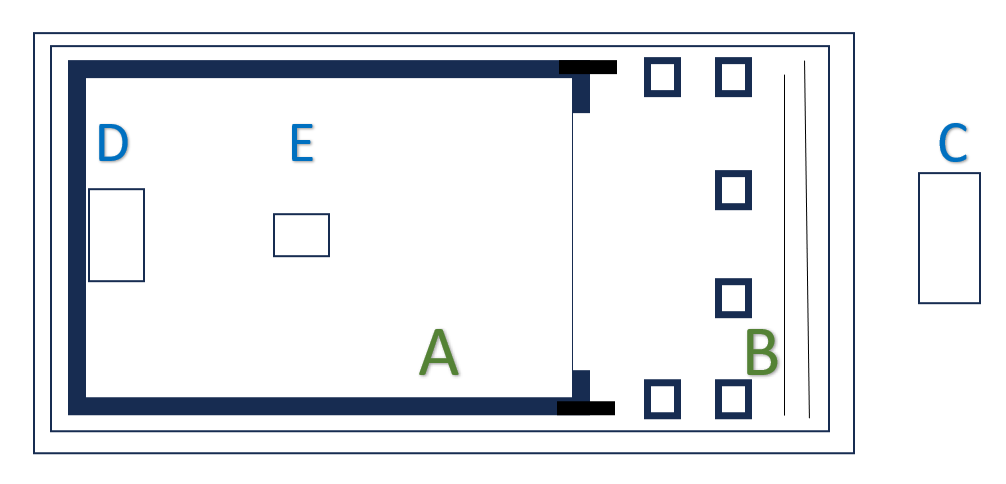
Schema della planimetria del tempio

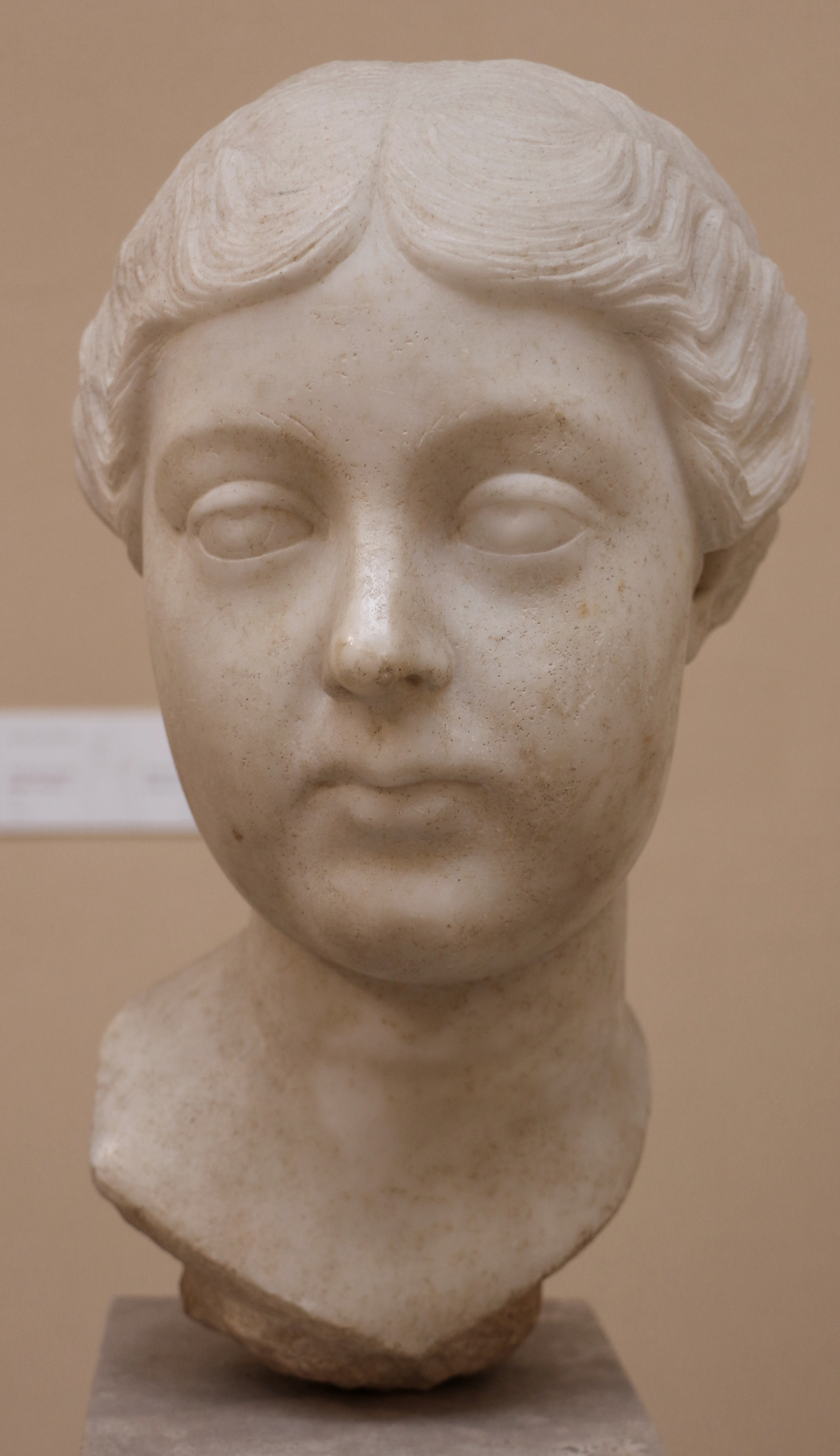
Testa di Annia Aurelia Galeria Lucilla esposta al Museo archeologico ostiense

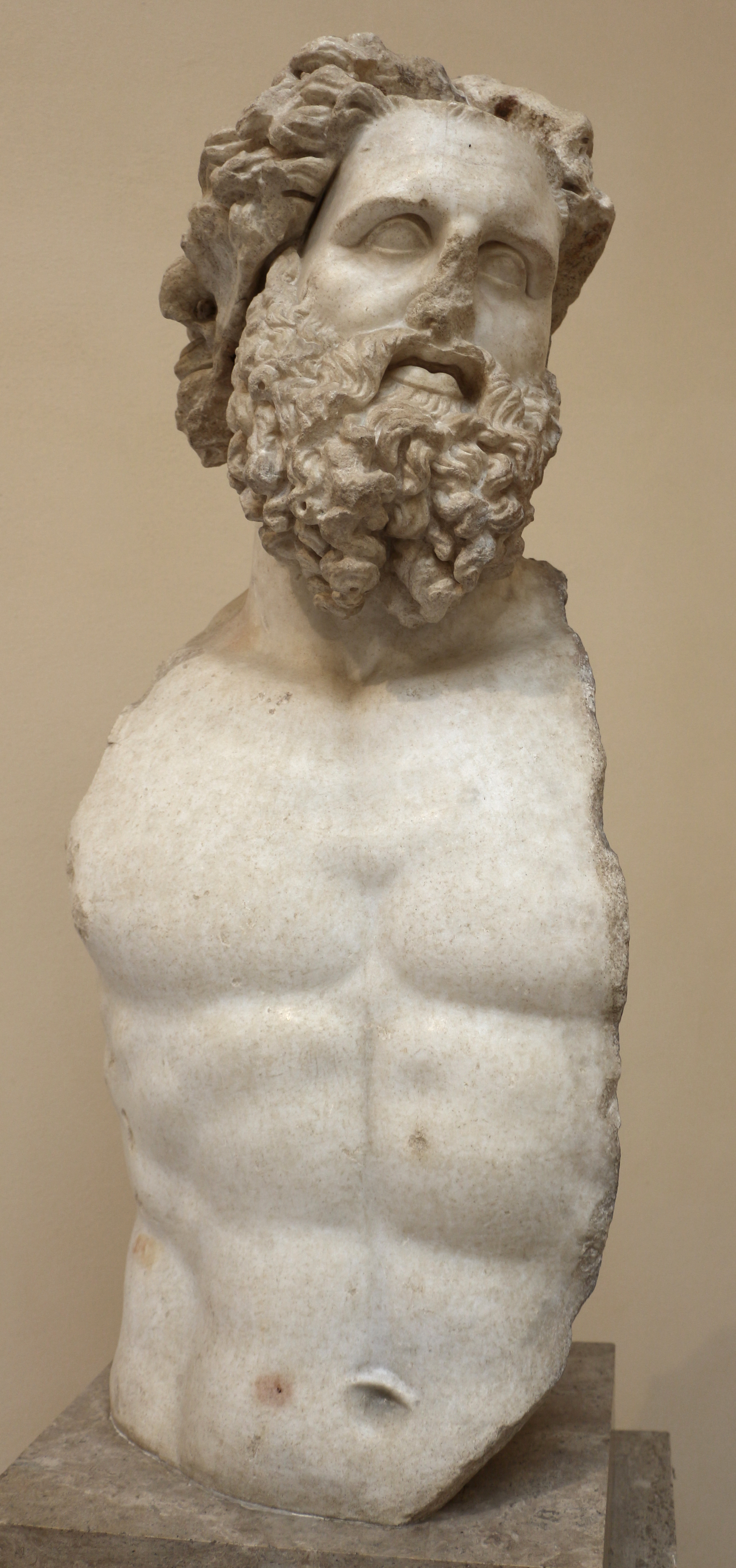
Statua di Asclepio esposta al Museo archeologico ostiense

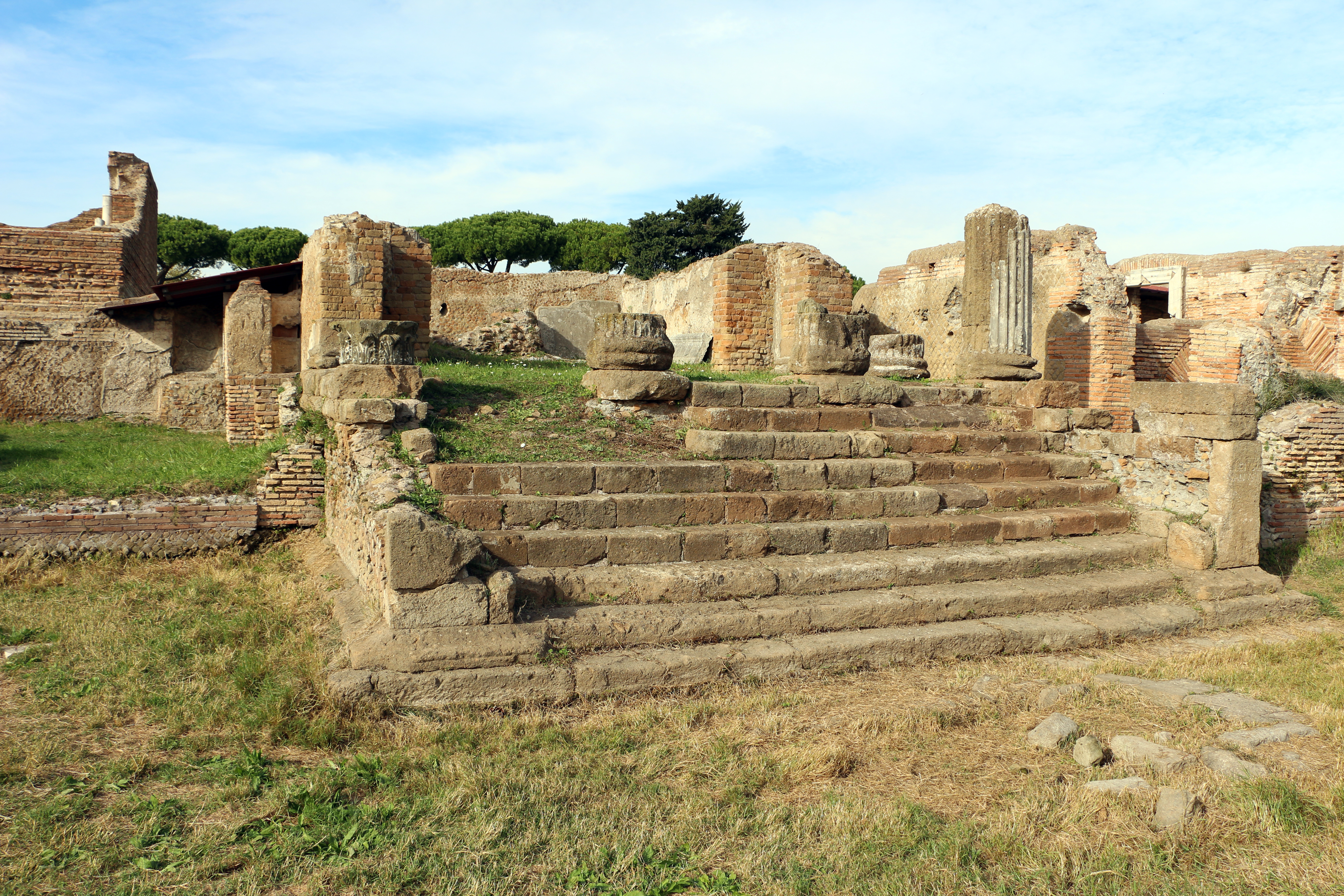
Scalinata

## Descrizione
L'edificio si trovava all'interno della cosiddetta Area Sacra Repubblicana, un'area della città delimitata a partire dal III secolo a.C. appena fuori dall'originario Castrum repubblicano, dove si trovavano anche il Tempio di Ercole (I,XV,5) e il Tempio dell’Ara Rotonda (I,XV,6).
Il tempio presentava l'usuale struttura dei templi italici, con una cella (A), dove trovava posto la statua della divinità, preceduta da un'area coperta sostenuta da alte colonne, il pronao (B), solitamente costruito in posizione elevata su di un podio, cui vi si accedeva tramite una scalinata.
Il tempio, che prende il nome dal pronao a quattro colonne, si trova in cima a un podio in opus quasi reticulatum, davanti al quale c'è un altare (C) in tufo. Le colonne e i capitelli del pronao sono in tufo, originariamente ricoperti di stucco, le pareti della cella sono in opus quasi reticulatum, e al centro del pavimento della cella c'è un rettangolo (E) in opus sectile, circondato da fasce di mosaico nero e tessere di mosaico bianco. Contro la parete di fondo si trova la base in muratura (D) dove si trovava la statua di culto.
Parti di una statua di Asclepio, divinità della salute, sono state trovate vicino al tempio, e per questo si pensa che potrebbe essere stata la principale divinità qui adorata. Nell'edificio e nelle sue vicinanze sono stati trovati anche frammenti di una statua di Lucilla, figlia di Marco Aurelio e moglie di Lucio Vero, rappresentata come Igea, figlia di Asclepio.

## Iscrizioni
Nella cella del tempio è stata trovata una dedica, EDR073481, fatta da Lucio Plinio Nigrino a Giove Dolicheno, una divinità orientale, al centro di un culto misterico che, tra le altre cose, dava  buona salute, e per questo si crede che in questo tempio fosse associato Asclepio.